# FIFA 13
FIFA 13 – komputerowa gra sportowa o tematyce piłki nożnej, produkowana przez EA Canada, będąca dwudziestą częścią piłkarskiej serii FIFA. Premiera gry odbyła się 25 września 2012 w Ameryce Północnej a 27 września 2012 w Europie na konsole oraz PC. W grze znajdują się setki drużyn klubowych oraz kilkadziesiąt drużyn narodowych, a także ponad 15 000 zawodników. Wśród nowych reprezentacji są takie jak Wenezuela, Indie czy Arabia Saudyjska. Demo gry ukazało się 11 września 2012. Nowością jest wsparcie dla kontrolerów Kinect dla Xbox 360 i PlayStation Move dla PlayStation 3. W grze można również grać w gry treningowe czy na arenie treningowej.

## Ścieżka dźwiękowa
Poniższy spis uwzględnia utwory, które wykorzystano w oficjalnej ścieżce dźwiękowej gry.
- Animal Kingdom – „Get Away with It”
- Ashtar Command – „Mark IV” feat. Joshua Radin
- Astro – „Panda”
- Atlas Genius – „If So”
- Band Of Horses – „Feud”
- Bastille – „Weight of Living, Part 2”
- Bloc Party – „We Are Not Good People”
- Cali – „Outta My Mind”
- Clement Marfo & The Frontline – „Us Against the World”
- Crystal Fighters – „Follow”
- deadmau5 feat. Gerard Way – „Professional Griefers”
- Django Django – „Hail Bop”
- Duologue – „Get Out While You Can”
- Elliphant – „TeKKno Scene” feat. Adam Kanyama
- Featurecast – „Got That Fire (Oh La Ha)” (feat. Pugs Atomz)
- Fitz And The Tantrums – „Spark”
- Flo Rida feat. Lil Wayne – „Let It Roll, Part 2”
- Foreign Beggars & Bare Noise – „See the Light”
- Hadouken! – „Bliss Out”
- Imagine Dragons – „On Top of the World”
- Jagwar Ma – „What Love”
- Kasabian – „Club Foot”
- Jonathan Boulet – „You’re a Animal”
- Kimbra – „Come Into My head”
- Kitten – „G#”
- Kraftklub – „Eure Madchen”
- Ladyhawke – „Black White & Blue”
- Madeon – „Finale”
- Matisyahu – „Searchin”
- Metric – „Speed the Collapse”
- Miike Snow – „Paddling Out”
- Passion Pit – „I’ll Be Alright”
- Reptar – „Sweet Sipping Soda”
- Reverend And The Makers – „Shine the Light”
- Rock Mafia – „Fly Or Die”
- The Royal Concept – „Goldrushed”
- Royal Teeth – „Wild”
- Santigold – „Big Mouth”
- St. Lucia – „September”
- Stepdad – „Jungles”
- The Chevin – „Champion”
- The Enemy – „Saturday”
- The Heavy – „Don’t Say Nothing”
- The Presets – „Ghosts”
- Two Door Cinema Club – „Sleep Alone”
- Walk the Moon – „Quesadilla”
- Wretch 32 – „Blur”
- Youngblood Hawke – „We Come Running”
- Young Empires – „Rain of Gold”
- Zemaria – „Past 2”